# O-Zone
O-Zone é uma boy band de música eletrônica e pop da Moldávia  que esteve em atividade do ano de 1999 até 2005,  composta por Dan Bălan, Radu Sîrbu e Arsenie Todiraş. O grupo se tornou mundialmente popular pelo seu sucesso "Dragostea din tei", sucesso de verão que alcançou o número 1 em várias paradas de singles da Europa durante o ano de 2005. No Reino Unido chegaram a número 3. Após o sucesso, ficaram conhecidos também pelo álbum subsequente, intitulado DiscO-Zone.
Outro single que se tornou famoso foi "Despre tine", tendo obtido sucesso similar ao de "Dragostea din tei" na Europa. A canção foi inicialmente lançada em 2002 no álbum Number 1, mas reeditado em 2004, no DiscO-Zone.

## Discografia

### Álbuns
- Dar, unde eşti... (1999)
- Number 1 (2002)
- DiscO-Zone (2004)